# Gotica
Glej tudi Gotica (razločitev)
Gótica (tudi gótska pisáva ali gótska minúskula) je različica latinice nastala pod vplivom gotike. Tiskana gotica se v grobih potezah ne razlikuje od latinice, podrobnosti pa so slogovno drugače izrisane. V obdobju od (približno) leta 1150 do 17. stol. so gotico uporabljali kot različico latinice po večjem delu Evrope. Po letu 1500 so gotico v večjem delu Evrope opustili, še naprej pa se je pogosto uporabljala v danskem, norveškem in švedskem jeziku, do sedemdesetih letih 19. stol.. Med Nemci pa se je uporabljala še vse do štiridesetih let 20. stol., ko je bila leta 1941 uradno ukinjena zaradi Hitlerjevega odpora do domnevno "judovske pisave". V stoletjih uporabe so se razvile različne podrazličice gotice - najbolj znana med njimi je fraktura (dobesedno lomljena pisava).

Primož Trubar je leta 1550/51 izdal prvi dve slovenski knjigi (Katekizem in Abecednik) v gotici. Pri svojih poznejših delih je uporabljal običajno latinico, ki se mu je zdela preglednejša.

## Izvor
Gotica se je razvila iz karolinške minuskule. Karolinška minuskula je bila pregledna in lažje berljiva, vendar je bila precej potratna s prostorom. Gotico so začeli uporabljati zaradi varčevanja - ker so bile črke bolj stisnjene, so lahko na isti prostor spravili več besedila. Zaradi te značilnosti se je v 12. stol., ko je bilo v Evropi vedno več pismenih in je bilo veliko povpraševanje po knjigah dobro uveljavila. Ustanovljene so bile nove univerze, ki so izdajale knjige za poslovne, pravne, slovnične, zgodovinske in druge vede, ne le za verska dela, za katera so se običajno uporabljale prejšnje pisave.
Že v 11. stoletju so se uporabljale različne oblike karolinske minuskule, sredi 12. stoletja pa so v severovzhodni Franciji in Nizozemskih pokrajinah uporabljali jasno razločljivo obliko, ki jo je bilo mogoče pisati hitreje.
Izraz gotska pisava se je prvič pojavil v renesančni Italiji v 15. stoletju, ko je imel izraz gotski podoben pomen kot barbarski (Flavio Biondo je v knjigi Italia Illustrata (1474) zapisal, da so to pisavo izumili germanski Langobardi, ko so v 6. stoletju vdrli v Italijo). V istem obdobju so lepšo karolinško minuskulo imenovali tudi littera antiqua = stara pisava (v zmotnem prepričanju, da je to pisava, ki so jo uporabljali že antični Rimljani). Dejansko pa je bila izumljena v času Karla Velikega, čeprav se je v veliki meri uporabljala šele po tem obdobju, in je dejansko predstavljala osnovo za poznejši razvoj gotice.

## Različice
Najpomembnejše različice gotice se imenujejo:
- tekstura
- rotunda
- schwabacher
- fraktura (najsplošnejša)

### Tekstura
Textualis, znan tudi kot tekstura ali gotska knjižna pisava, je bil najbolj okrašena oblika črk, ki jo danes najbolj povezujemo z "gotiko". Johannes Gutenberg je pri tiskanju svoje 42-vrstične Biblije uporabil teksturu, ki je vključevala veliko število ligatur in običajnih okrajšav. Vendar se je tekstura pozneje redko uporabljala.
Po mnenju nizozemskega znanstvenika Gerarda Lieftincka je bil vrhunec rabe gotice dosežen v 14. in 15. stoletju. Po Lieftinckovem mnenju je bila najvišja oblika textualisa littera textualis formata, ki se je uporabljala za razkošne rokopise. Običajna oblika, preprosto littera textualis, se je uporabljala za literarna dela in univerzitetna besedila. Lieftinckova tretja oblika, littera textualis currens, je bila pisana oblika gotice, ki jo je bilo izjemno težko brati in se je uporabljala za besedilne glose ter manj pomembne knjige.
Textualis je bil najbolj razširjen v Franciji, na Nizozemskem, v Angliji in Nemčiji. Nekatere značilnosti pisave so:
- visoke in ozke črke v primerjavi s karolinško pisavo.
- črke, ki jih tvorijo ostre, ravne, kotne črte, za razliko od običajno okroglih karolinških; zato je v pisavi veliko "lomljenja", tj. črte, ki se ne povezujejo nujno med seboj, zlasti v ukrivljenih črkah.
- Vzdignjena stebla (v črkah, kot so ⟨b⟩, ⟨d⟩, ⟨h⟩) so navpična in se pogosto končajo z ostrimi zaključki.
- Kadar črki z lokom (v ⟨b⟩, ⟨d⟩, ⟨p⟩, ⟨q⟩) sledi druga črka z lokom (na primer ⟨be⟩ ali ⟨po⟩), se loka prekrijeta in črki se združita z ravno črto (to je v angleščini znano kot "biting" - "grizenje").
- Sorodna značilnost je polovični r (imenovan tudi r rotunda), oblika ⟨r⟩, ko je bil z lokom povezan z drugimi črkami;  sta bila zapisana le lok in rep, povezana z lokom prejšnje črke. V drugih pisavah se je to pojavilo le v ligaturi s črko ⟨o⟩.
- Podobno je povezana tudi oblika črke ⟨d⟩, kadar ji sledi črka z lokom; njeno vzdignjeno steblo je tedaj ukrivljen v levo, podobno kot pri uncialni ⟨d⟩. V nasprotnem primeru jesteblni del navpičen.
- Črke ⟨g⟩, ⟨j⟩, ⟨p⟩, ⟨q⟩, ⟨y⟩ in "kaveljček" od ⟨h⟩ imajo poteze v smeri navzdol, pod črto vrstice, ostale črke pa se ne pišejo čez črto spodaj.
- Črka a ima črto, ki zavije v smer naprej, zgornja zanka pa je sčasoma postala zaprta in nekoliko spominja na številko ⟨8⟩. Črka s ima pogosto poševno črto, ki povezuje oba loka, prav tako nekoliko spominja na številko ⟨8⟩, ampak se na sredini besed pogosto uporablja "dolgi s".
- Minimi, zlasti v poznejšem obdobju pisave, se med seboj ne povezujejo. Zaradi tega je zelo težko razlikovati ⟨i⟩, ⟨u⟩, ⟨m⟩ in ⟨n⟩. Primer iz 14. stoletja o težavah, ki so jih povzročali minimi, je: »mimi numinum niuium minimi munium nimium uini muniminum imminui uiui minimum uolunt« (»najmanjši mimiki bogov snega v svojem življenju sploh ne želijo, da bi se zmanjšala velika dolžnost branjenja vina«). V gotici bi bilo to videti kot niz posameznih črt. Zaradi tega so se pozneje razvili  ⟨i⟩ s piko in črka ⟨j⟩.[5] Minimi imajo lahko tudi lastne končnice.
- Pisava ima veliko več pisarskih okrajšav kot karolinška, kar je prispevalo k hitrosti, s katero jo je bilo mogoče napisati.

### Schwabacher
Schwabacher je bila različica gotice, ki se je pogosto uporabljala v zgodnjih nemških tiskanih pisavah. Občasno se je uporabljala vse do 20. stoletja. Značilnosti Schwabacherja so:
- Mala črka ⟨o⟩ je na obeh straneh zaobljena, vendar se na vrhu in na dnu obe potezi stikata pod kotom. Druge male črke imajo podobne oblike.
- Mala črka ⟨g⟩ ima na vrhu vodoravno črto, ki tvori križ z obema črtama navzdol.
- Velika črka ⟨H⟩ ima posebno obliko, ki nekoliko spominja na malo črko ⟨h⟩.

### Fraktura
Fraktura je različica gotice, ki je do sredine 16. stoletja postala najpogostejša nemška gotica. Njena uporaba je bila tako pogosta, da se v Nemčiji vsaka oblika gotice pogosto imenuje kar Fraktura. Značilnosti Frakture so:
- Levo stran male črke ⟨o⟩ tvori kotna poteza, desno stran pa zaobljena poteza. Na vrhu in na dnu se obe potezi stikata pod kotom. Podobne oblike imajo tudi druge male črke.
- Velike črke so sestavljene iz zaobljenih potez v obliki ⟨c⟩ ali ⟨s⟩.

Tukaj je celotna abeceda v Frakturju (brez dolgega s in ostrega s ⟨ß⟩) z uporabo pisave AMS Euler Frakturu:
| velika tiskana gotica | mala tiskana gotica | latinica(mala črka) |
| --------------------- | ------------------- | ------------------- |
| 𝔄                     | 𝔞                   | a                   |
| 𝔅                     | 𝔟                   | b                   |
| ℭ                     | 𝔠                   | c                   |
| 𝔇                     | 𝔡                   | d                   |
| 𝔈                     | 𝔢                   | e                   |
| 𝔉                     | 𝔣                   | f                   |
| 𝔊                     | 𝔤                   | g                   |
| ℌ                     | 𝔥                   | h                   |
| ℑ                     | 𝔦                   | i                   |
| 𝔍                     | 𝔧                   | j                   |
| 𝔎                     | 𝔨                   | k                   |
| 𝔏                     | 𝔩                   | l                   |
| 𝔐                     | 𝔪                   | m                   |
| 𝔑                     | 𝔫                   | n                   |
| 𝔒                     | 𝔬                   | o                   |
| 𝔓                     | 𝔭                   | p                   |
| 𝔔                     | 𝔮                   | q                   |
| ℜ                     | 𝔯                   | r                   |
| 𝔖                     | 𝔰                   | s                   |
| 𝔗                     | 𝔱                   | t                   |
| 𝔘                     | 𝔲                   | u                   |
| 𝔙                     | 𝔳                   | v                   |
| 𝔚                     | 𝔴                   | w                   |
| 𝔛                     | 𝔵                   | x                   |
| 𝔜                     | 𝔶                   | y                   |
| ℨ                     | 𝔷                   | z                   |

### Pisana gotica
Pisana gotica (ali Kurziva) se nanaša na zelo različne oblike črk; tako kot pri sodobnih pisanih črkah tudi tu ni prave standardne oblike. Razvila se je v 14. stoletju kot poenostavljena oblika teksture, in pod vplivom teksture, ki se je uporabljala za pisanje listin. Pisana gotica se je deloma razvila tudi zaradi uvedbe papirja, ki je bil bolj gladek od pergamenta, zato je bilo lažje hitro pisati na papir s pisano gotico.
V pisani gotici so pogostejše črte, ki segajo pod spodnjo črto, zlasti v črkah ⟨f⟩ in ⟨s⟩, stebla pa so bolj ukrivljena in zankasta kot navpična (zlasti v črki ⟨d⟩). Črke ⟨a⟩, ⟨g⟩ in ⟨s⟩ (na koncu besede) so zelo podobne svojim karolinškim oblikam. Vendar vseh teh značilnosti ne najdemo v vseh primerih pisane gotice, zaradi česar je težko določiti, ali se pisava sploh lahko imenuje pisana gotica ali ne.
Lieftinck je pisano gotico razdelil na tri sloge:
- Littera cursiva formata je bil najbolj čitljiv in okrašen slog.
- Littera cursiva textualis (ali libraria) je bila običajna oblika, ki se je uporabljala za pisanje standardnih knjig in se je običajno pisala z večjim peresom, zaradi česar so bile črke večje.
- Littera cursiva currens se je uporabljala za učbenike in druge manj pomembne knjige, njene oblike pa so bile zelo najmanj standardizirane.

V zgornji razpredelnici (ki prikazuje pisano gotico, kot jo lahko najdemo tudi v matičnih knjigah) lahko vidimo tudi posebne vezave soglasniških sklopov ck, th in st (ki je močno podoben črki ß).
Pri mali pisani črki s sta dve različici: prva je običajna, druga pa se uporablja redkeje, običajno kot zaključni s, na koncu besede.

### Hybrida
Hybrida se imenuje tudi bastarda (zlasti v Franciji) in je, kot pove že ime, mešana oblika pisave. Je mešanica teksture in pisane gotice, ki se je razvila v začetku 15. stoletja. Iz teksture je prevzela navpičnea stebla črk, iz pisane gotice pa dolge ⟨f⟩ in ⟨ſ⟩, enojne ⟨a⟩ in ⟨g⟩ z odprto črto navzdol (podobno kot karolinške oblike).

### Donatus-Kalender
Donatus-Kalender (znan tudi kot Donatus-und-Kalender ali D-K) je ime za obliko kovinske pisave, ki jo je Gutenberg uporabil v svojih prvih ohranjenih tiskanih delih iz začetka petdesetih let 14. stoletja. Ime izhaja iz dveh del: Ars grammatica Aeliusa Donata, latinske gramatike, in Kalenderja (koledarja). Gre za obliko teksture.